# Ronde van de Algarve 2025
De 51e editie van de wielerwedstrijd Ronde van de Algarve vond in 2025 plaats van 19 tot 23 februari in de Algarve, Portugal. De rittenwedstrijd, die deel uitmaakt van de UCI ProSeries 2025-kalender, startte in Portimão en eindigde op de Alto do Malhão. Titelverdediger was de Belg Remco Evenepoel en hij werd opgevolgd door Deen Jonas Vingegaard.
De eerste etappe werd na de finish alsnog gecanceld door de organisatie. In de laatste kilometer voor de finish raakte een groot deel van het peloton buiten het parcours, op een weg evenwijdig aan de finishstraat, waardoor ze niet over de finishlijn zijn gegaan. Filippo Ganna kwam wel als eerste over de streep, maar er is geen officiële uitslag van de etappe.

## Deelnemende ploegen
Er namen dertien UCI World Tour-ploegen, drie UCI ProTeams en negen continentale teams deel met elk met zeven renners wat het totaal op 175 deelnemers bracht.
| WorldTour | ProTeam                                             | Continentaal |
| --- | --------------------------------------------------- | --- |
| Alpecin-Deceuninck Bahrain-Victorious Cofidis EF Education-EasyPost Groupama-FDJ INEOS Grenadiers Intermarché-Wanty Lidl-Trek Red Bull-BORA-hansgrohe Soudal-Quick Step Team Picnic PostNL Team Visma I Lease a Bike UAE Team Emirates-XRG | Caja Rural-Seguros RGA Lotto Tudor Pro Cycling Team | Anicolor / Tien 21 APHotels & Resorts/Tavira/SC Farense Aviludo-Louletano-Loulé Credibom/LA Alumínios/Marcos Car Efapel Cycling Feirense-Beeceler GI Group Holding-Simoldes-UDO Rádio Popular-Paredes-Boavista Tavfer-Ovos Matinados-Mortágua |

## Etappe-overzicht
| Et. | Datum | Start                      | Finish         | Type                | Afstand  | Winnaar          | Klassementsleider |
| --- | ----- | -------------------------- | -------------- | ------------------- | -------- | ---------------- | ----------------- |
| 1   | 19/2  | Portimão                   | Lagos          | Vlakke rit          | 192,2 km | Geen winnaar     | Geen winnaar      |
| 2   | 20/2  | Lagoa                      | Alto da Fóia   | Bergrit             | 177,6 km | Jan Christen     | Jan Christen      |
| 3   | 21/2  | Vila Real de Santo António | Tavira         | Vlakke rit          | 183,5 km | Jordi Meeus      | Jan Christen      |
| 4   | 22/2  | Albufeira                  | Faro           | Vlakke rit          | 175,2 km | Milan Fretin     | Jan Christen      |
| 5   | 23/2  | Salir                      | Alto do Malhão | Individuele tijdrit | 19,6 km  | Jonas Vingegaard | Jonas Vingegaard  |

## Klassementsleiders
| Etappe      | Winnaar          | Algemeen         | Punten          | Berg                  | Jongeren        | Ploegen               |
| 1           | Geen winnaar     | Niet uitgereikt  | Niet uitgereikt | Niet uitgereikt       | Niet uitgereikt | Niet uitgereikt       |
| 2           | Jan Christen     | Jan Christen     | Jan Christen    | Jan Christen          | Jan Christen    | UAE Team Emirates-XRG |
| 3           | Jordi Meeus      | Jan Christen     | Jordi Meeus     | German Nicolás Tivani | Jan Christen    | UAE Team Emirates-XRG |
| 4           | Milan Fretin     | Jan Christen     | Jordi Meeus     | German Nicolás Tivani | Jan Christen    | UAE Team Emirates-XRG |
| 5           | Jonas Vingegaard | Jonas Vingegaard | Jordi Meeus     | German Nicolás Tivani | Romain Grégoire | UAE Team Emirates-XRG |
| Eindstanden | Eindstanden      | Jonas Vingegaard | Jordi Meeus     | German Nicolás Tivani | Romain Grégoire | UAE Team Emirates-XRG |

## Eindklassementen
| Plaats    | Naam                  | Ploeg                     | Tijd      |
| --------- | --------------------- | ------------------------- | --------- |
| Gele trui | Jonas Vingegaard      | Team Visma I Lease a Bike | 13u19'30" |
| 2         | João Almeida          | UAE Team Emirates-XRG     | + 0'15"   |
| 3         | Laurens De Plus       | INEOS Grenadiers          | + 0'24"   |
| 4         | Romain Grégoire       | Groupama-FDJ              | + 0'36"   |
| 5         | Maximilian Schachmann | Soudal Quick-Step         | + 0'40"   |
| 6         | Neilson Powless       | EF Education-EasyPost     | + 0'43"   |
| 7         | Ilan Van Wilder       | Soudal Quick-Step         | + 0'48"   |
| 8         | Primož Roglič         | Red Bull-BORA-hansgrohe   | + 0'53"   |
| 9         | Tao Geoghegan Hart    | Lidl-Trek                 | + 0'54"   |
| 10        | Jan Christen          | UAE Team Emirates-XRG     | + 0'57"   |
|           |                       |                           |           |
| 17        | Thymen Arensman       | INEOS Grenadiers          | + 1'54"   |

| Plaats      | Naam            | Ploeg                     | Punten |
| ----------- | --------------- | ------------------------- | ------ |
| Groene trui | Jordi Meeus     | Red Bull-BORA-hansgrohe   | 45     |
| 2           | Milan Fretin    | Cofidis                   | 35     |
| 3           | Wout van Aert   | Team Visma I Lease a Bike | 24     |
|             |                 |                           |        |
| 9           | Casper van Uden | Team Picnic PostNL        | 15     |

| Plaats      | Naam           | Ploeg                   | Punten |
| ----------- | -------------- | ----------------------- | ------ |
| Blauwe trui | Nicolás Tivani | Aviludo-Louletano-Loulé | 28     |
| 2           | João Almeida   | UAE Team Emirates-XRG   | 14     |
| 3           | Johan Jacobs   | Groupama-FDJ            | 13     |
|             |                |                         |        |
| 5           | Brent Van Moer | Lotto                   | 9      |

| Plaats     | Naam              | Ploeg                 | Tijd     |
| ---------- | ----------------- | --------------------- | -------- |
| Witte trui | Romain Grégoire   | Groupama-FDJ          | 13u20'6" |
| 2          | Jan Christen      | UAE Team Emirates-XRG | + 0'21"  |
| 3          | António Morgado   | UAE Team Emirates-XRG | + 0'39"  |
|            |                   |                       |          |
| 12         | Vlad Van Mechelen | Bahrain Victorious    | + 29'47" |

| Ploegenklassement |                           |         |
| Plaats            | Ploeg                     | Tijd    |
|                   | UAE Team Emirates-XRG     | 40u1'6" |
| 2                 | Lidl-Trek                 | + 2'03" |
| 3                 | Tudor Pro Cycling Team    | + 5'22" |
|                   |                           |         |
| 6                 | Alpecin-Deceuninck        | + 6'06" |
| 9                 | Team Visma I Lease a Bike | 20      |

Ronde van Valencia ·
Ronde van Oman ·
Clásica de Almería ·
Figueira Champions Classic ·
Ronde van de Algarve ·
Ruta del Sol ·
Ardèche Classic ·
Drôme Classic ·
Kuurne-Brussel-Kuurne ·
Trofeo Laigueglia ·
Nokere Koerse ·
Milaan-Turijn ·
GP Denain ·
Bredene Koksijde Classic ·
Grote Prijs Miguel Indurain ·
Ronde van Hainan ·
Scheldeprijs ·
Brabantse Pijl ·
Ronde van de Alpen ·
Ronde van Turkije ·
Grote Prijs van Plumelec ·
Tro Bro Léon ·
Klassiek Duinkerke-GP van de Hauts-de-France ·
Vierdaagse van Duinkerke ·
Ronde van Hongarije ·
Veenendaal-Veenendaal ·
Antwerp Port Epic ·
Boucles de la Mayenne ·
Ronde van Noorwegen ·
Ronde van Slovenië ·
Brussels Cycling Classic ·
Dwars door het Hageland ·
Mont Ventoux Dénivelé Challenge ·
Ronde van België ·
Ronde van het Qinghaimeer ·
Ronde van Wallonië ·
Ronde van Burgos ·
Arctic Race of Norway ·
Ronde van Denemarken ·
Circuit Franco-Belge ·
Ronde van Duitsland ·
Ronde van Groot-Brittannië ·
Maryland Cycling Classic ·
GP Industria & Artigianato-Larciano ·
Coppa Sabatini ·
Grote Prijs van Fourmies ·
Grote Prijs van Wallonië ·
Ronde van Luxemburg ·
Super 8 Classic ·
Ronde van Langkawi ·
Ronde van het Münsterland ·
Ronde van Emilia ·
Coppa Bernocchi ·
Ronde van de Drie Valleien ·
Ronde van Piemonte ·
Ronde van het Taihu-meer ·
Parijs-Tours ·
Ronde van Veneto ·
Japan Cup ·
Veneto Classic
1960 · 1961 · 1962-1976 · 1977 · 1978 · 1979 · 1980 · 1981 · 1982 · 1983 · 1984 · 1985 · 1986 · 1987 · 1988 · 1989 · 1990 · 1991 · 1992 · 1993 · 1994 · 1995 · 1996 · 1997 · 1998 · 1999 · 2000 · 2001 · 2002 · 2003 · 2004 · 2005 · 2006 · 2007 · 2008 · 2009 · 2010 · 2011 · 2012 · 2013 · 2014 · 2015 · 2016 · 2017 · 2018 · 2019 · 2020 · 2021 · 2022 · 2023 · 2024 · 2025